# Elecciones generales de Israel de 2001
Las elecciones para el primer ministro se llevaron a cabo en Israel el 6 de febrero de 2001 tras la renuncia del titular del cargo, Ehud Barak, laborista. Barak se presentó a la reelección contra Ariel Sharon del Likud.
Fue la tercera y última elección del primer ministro (las elecciones separadas se eliminaron antes de las próximas elecciones de la Knesset en 2003), y la única que no se realizó junto con las elecciones simultáneas de la Knesset.
La participación de votantes fue del 62.3%, la participación más baja para cualquier elección nacional celebrada en Israel. La baja participación se debió, al menos en parte, a que muchos árabes israelíes boicotearon la elección en protesta por los eventos de octubre del 2000 en los que la policía mató a 12 árabes israelíes. Otras posibles razones son la enorme ventaja de Sharon en las encuestas anticipadas, y la falta de entusiasmo de los partidarios de Barak debido a sus fallas percibidas, en particular, el fracaso de las conversaciones de Camp David en 2000 con los palestinos, y el "asunto de la turbina" en el que Barak cedió. La presión de los partidos religiosos, violando promesas anteriores.

## Antecedentes
En el 2000, 18 años después de que Israel ocupara el sur del Líbano en la Guerra del Líbano de 1982, Israel retiró unilateralmente sus fuerzas restantes de la "zona de seguridad" en el sur del Líbano. Varios miles de miembros del Ejército del sur del Líbano (y sus familias) se fueron con los israelíes. El mes siguiente, la ONU confirmó que el despliegue de la fuerza de Israel era ahora totalmente compatible con las diversas resoluciones del consejo de seguridad con respecto al Líbano. El Líbano afirma que Israel continúa ocupando un territorio libanés llamado "Granjas de Shebaa" (sin embargo, esta área estaba gobernada por Siria hasta 1967 cuando Israel tomó el control). La disputa de las Granjas de Shebaa le ha proporcionado a Hezbolá una artimaña para mantener la guerra con Israel. El gobierno libanés, en contravención de la resolución de la ONU, no hizo valer la soberanía en el sur del Líbano, que quedó bajo el control de Hezbollah.
En el otoño de 2000, se llevaron a cabo conversaciones en Camp David para alcanzar un acuerdo de "estado final" sobre el conflicto israelí-palestino. La cumbre se derrumbó después de que Yasser Arafat no aceptara una propuesta redactada por los negociadores estadounidenses e israelíes. Barak estaba preparado para ofrecer toda la Franja de Gaza, una capital palestina en una parte de Jerusalén oriental, el 73% de Cisjordania (excluyendo Jerusalén oriental) aumentando a 90-94% después de 10 a 25 años, y reparaciones financieras para los refugiados palestinos para paz. Por lo tanto, Israel habría ganado un 6-10% adicional de Cisjordania, incluida una mayor cantidad de Jerusalén Este que la que tenía anteriormente, y los líderes palestinos habrían tenido que renunciar al derecho de retorno. Arafat rechazó la oferta sin hacer una contraoferta.
El 28 de septiembre de 2000, el líder de la oposición israelí Ariel Sharon visitó el Monte del Templo, al día siguiente los palestinos lanzaron la Intifada de Al-Aqsa, que incluía un aumento de los ataques terroristas palestinos contra civiles israelíes. Tanto las fuentes palestinas como las israelíes alegan que el levantamiento fue planeado mucho antes.
Los eventos de octubre de 2000 fueron una serie de protestas a gran escala llevadas a cabo por árabes israelíes en las principales autopistas israelíes, tras el estallido de la segunda intifada. En algunos casos, las protestas se convirtieron en enfrentamientos con la policía israelí que involucraron el lanzamiento de piedras, bombas incendiarias y fuego real. Los policías utilizaron gas lacrimógeno y abrieron fuego con balas recubiertas de goma y más tarde con munición real en algunos casos, muchas veces en contravención con el protocolo policial que rige la dispersión de la multitud. En total, durante estas protestas, 12 ciudadanos árabes de Israel y un palestino de la Franja de Gaza murieron a manos de la policía israelí, mientras que un judío israelí murió cuando su automóvil fue golpeado por una roca en la autopista de Tel-Aviv-Haifa.
Estos eventos llevaron a una caída significativa en el apoyo a Ehud Barak entre la población árabe-israelí. Además, la gravedad de los eventos en los que se bloquearon las carreteras principales, se atacaron muchos vehículos, se atacaron comunidades e instituciones gubernamentales, se impuso un bloqueo total o parcial en varias ciudades y se quemaron muchas tiendas, lo que también condujo a una disminución en la popularidad de Ehud Barak entre el público judío israelí.
Tras las protestas, hubo un alto grado de tensión entre los ciudadanos judíos y árabes y la desconfianza entre los ciudadanos árabes y la policía. Un comité de investigación, encabezado por el Juez de la Corte Suprema Theodor Or, revisó las protestas y encontró que la policía estaba mal preparada para manejar tales disturbios y acusó a los oficiales principales de mala conducta. La Comisión O reprendió al primer ministro Ehud Barak y recomendó que Shlomo Ben-Ami (entonces el ministro de Seguridad Interna) no vuelva a servir como Ministro de Seguridad Pública. El comité también culpó a los líderes árabes y miembros de la Knesset por contribuir a inflamar la atmósfera y hacer que la violencia sea más severa.

## Gobierno
Después de ganar la elección, Sharon necesitaba formar un gobierno en la Knesset. Sin embargo, debido a que no hubo elecciones de la Knesset, el Partido Laborista siguió siendo el mayor partido.
El resultado fue un gobierno de unidad nacional que involucró a ocho partidos; Laborista, Likud, Shas, el Partido del Centro, el Partido Nacional Religioso, el Judaísmo de la Torá Unida, Yisrael BaAliyah, la Unión Nacional y Yisrael Beiteinu. El gobierno inicialmente tenía 26 ministros, aunque luego se elevó a 29.
Se convocaron nuevas elecciones al Knesset en 2003, lo que resultó en una victoria aplastante para el Likud de Sharon.

## Resultados

### Primer ministro
|  | 62.3 % |

|  | 37.6 % |

|  | 97.01 % |

|  | 2.99 % |

|  | 62.29 % |

|  | 37.71 % |